# فلوریان اسدورف
فلوریان اسدورف (انگلیسی: Florian Esdorf؛ زادهٔ ۲۱ فوریهٔ ۱۹۹۵) بازیکن فوتبال اهل آلمان است.
از باشگاه‌هایی که در آن بازی کرده‌است می‌توان به باشگاه فوتبال هانزا روستوک اشاره کرد.